# Charlotte de Schaumburg-Lippe
Prințesa Charlotte de Schaumburg-Lippe (10 octombrie 1864–16 iulie 1946) a fost fiica Prințului Wilhelm de Schaumburg-Lippe și a soției lui, Prințesa Bathildis de Anhalt-Dessau. A fost a doua soție a regelui Wilhelm al II-lea de Württemberg și a devenit regina Charlotte de Württemberg. Nu a fost numai ultima regină a Württembergului ci și ultima regină în viață a oricărui stat german.

## Primii ani
Charlotte s-a născut la Schloss Ratiborschitz, Boemia (astăzi Ratibořice, Česká Skalice, Cehia) și a crescut pe domeniul princiar de la Náchod. Pe lângă interesele de cultură generală cum ar fi muzica și arta ea a fost pasionată de sport cu ar fi înot, tenis, ciclism și - neobișnuit pentru o femeie a acelor timpuri - schi. De asemenea era pasionată de vânătoare.

## Căsătorie

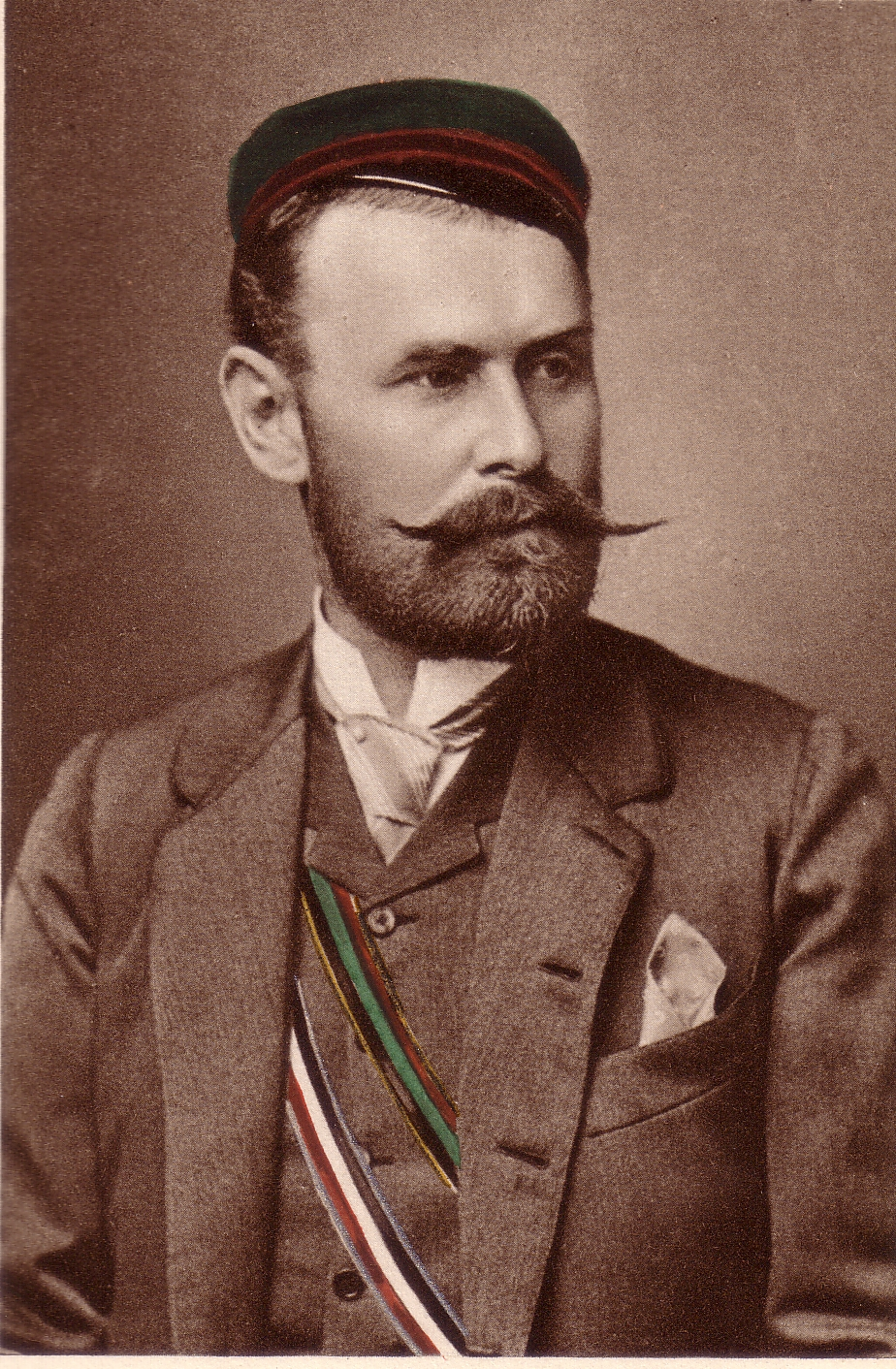
Soțul Charlottei Prințul Moștenitor Wilhelm.

La 8 aprilie 1886 s-a căsătorit cu moștenitorul tronului regatului Württemberg, Prințul Moștenitor Wilhelm, care în 1891 a devenit regele Wilhelm al II-lea de Württemberg (Wilhelm II. von Württemberg). Ea a fost cea de-a doua soție și, ca și predecesoarea sa, Prințesa Marie de Waldeck și Pyrmont, nu a fost interesată de politică. În cazul în care căsătoria a avut loc din motive de stat - Wilhelm nu a avut moștenitor de sex masculin - a fost o eroare de calcul; Charlotte nu a avut copii.

## Regină
Regele Wilhelm al II-lea s-a bucurat de o mare popularitate printre contemporanii săi, dar relația reginei Charlotte cu oamenii din Württemberg a fost foarte rezervată, după cum reiese din publicațiile timpului, în care entuziasmul față de rege este compensat de o răceală față de regină. Fără îndoială lipsa copiilor a contribuit la acest lucru, dar în sine nu este o explicație suficientă.
Regina Charlotte a murit la Bebenhausen la 16 iulie 1946 la vârsta de 82 de ani. Ea a fost nu numai ultima regină a Württembergului ci și ultima regină în viață a oricărui stat german; regina Bavariei a murit în 1919 iar regina Prusiei în 1921. A fost înmormântată la 23 iulie 1946 lângă soțul ei.